# Classificació per la Copa Mundial de Rugbi de 2019

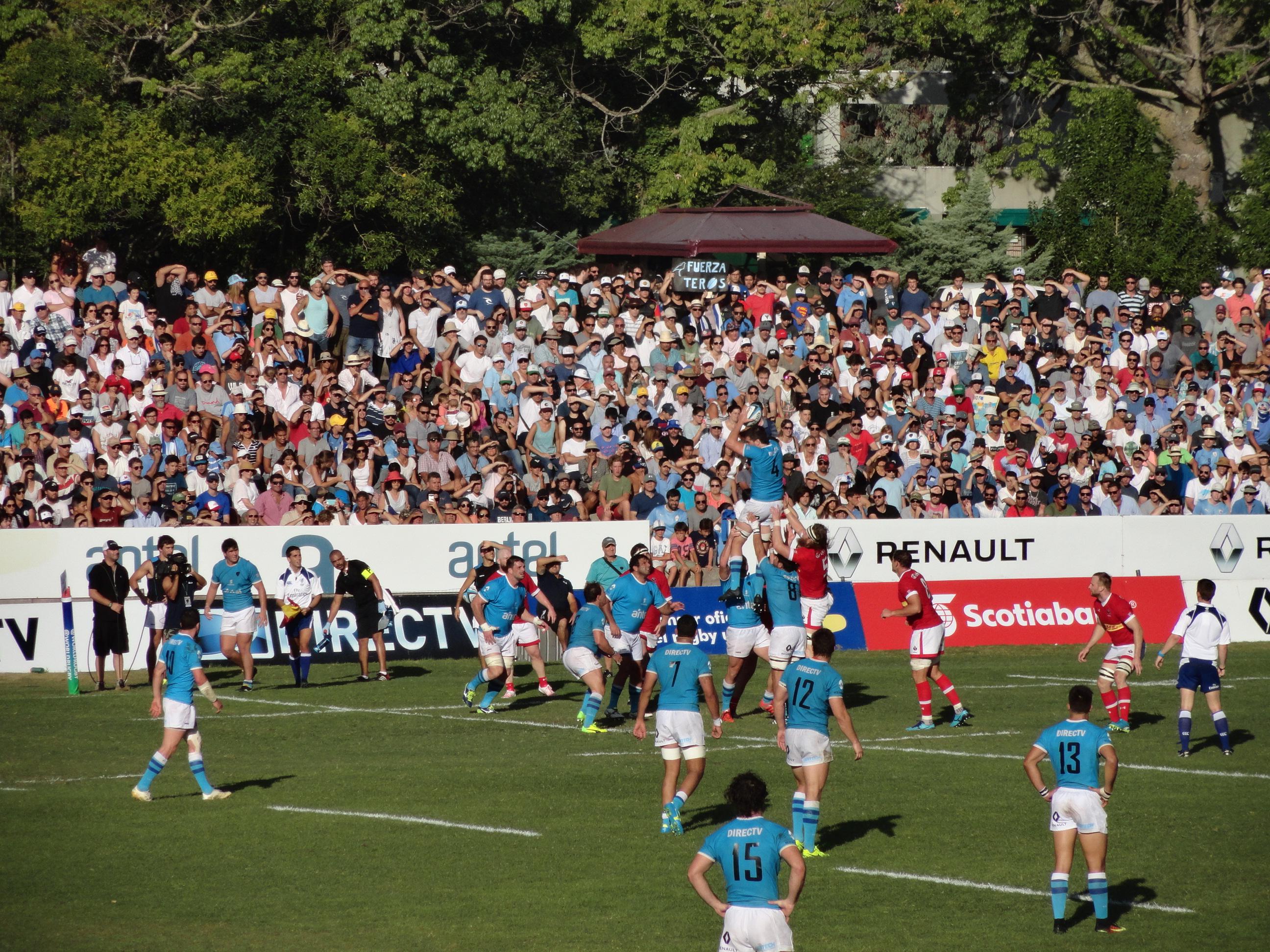
Uruguay vs Canada

El procés de classificació per a la Copa Mundial de Rugbi de 2019 va començar durant la fase de grups de la Copa Mundial de Rugbi de 2015, on els tres primers equips de cada grup es queden classificats automàticament per a l'edició de 2019. Els altres vuit equips restants es classificaran mitjançant un sistema de classificació, el qual tindrà lloc entre els anys 2016 i 2018 mitjançant torneigs regionals i una fase de repesca.

## Equips classificats
| Tipus de Classificació                      | Àfrica       | Amèrica                 | Àsia              | Europa                                                                 | Oceania                    |
| ------------------------------------------- | ------------ | ----------------------- | ----------------- | ---------------------------------------------------------------------- | -------------------------- |
| Classificació Automàtica                    | - Sud-àfrica | - Argentina             | - Japó (amfitrió) | - Anglaterra - França - Geòrgia - Irlanda - Itàlia - Escòcia - Gal·les | - Austràlia - Nova Zelanda |
| Classificats per torneigs regionals         | - Àfrica 1   | - Amèrica 1 - Amèrica 2 |                   | - Europa 1                                                             | - Oceania 1 - Oceania 2    |
| Classificats per playoff inter-confederació |              |                         |                   |                                                                        | - Europa/Oceania play-off  |
| Classificats per repesca                    |              |                         |                   |                                                                        |                            |

## Procés de classificació
La fase de classificació va començar durant el torneig de 2015, dotze equips es van classificar automàticament en quedar classificats entre els tres primers dels seus respectius grups. Les altres vuit places disponibles per al torneig de 2019 s'obtindrien a través de torneigs regionals i d'un posterior procés de repesca. Aquesta fase de classificació començarà l'any 2016, de manera que al novembre de 2018 es coneixeran als vint equips classificats per a la Copa del Món de Rugbi de 2019
El sorteig per a la fase de grups de la Copa Mundial de Rugbi de 2019 tindrà lloc al desembre de 2016. Igual que el torneig de 2015, els dotze equips classificats automàticament estaran agrupats en tres bombos distribuïts segons la seva classificació en el rànquing de la World Rugbi en la data del sorteig, mentre que d'altra banda les vuit places restants es distribuiran en un quart i cinquè bombo.

## Processos regionals de classificació
Sis de les vuit places seran assignades per la World Rugbi segons els resultats a les diferents regions, mentre que les dues últimes places seran designades per un play-off entre les confederacions d'Europa i d'Oceania; i un torneig de repesca.
| Regió   | Classificats automàtics | Equips en procés de classificació | Places de classificació | Equips classificats | Grup(s) en el Mundial | Places en repesca | Equips en repesca      |
| ------- | ----------------------- | --------------------------------- | ----------------------- | ------------------- | --------------------- | ----------------- | ---------------------- |
| Àfrica  | 1                       | TBA                               | 1                       | TBD                 | TBD                   | 1                 | TBD                    |
| Amèrica | 1                       | TBA                               | 2                       | TBD                 | TBD                   | 1                 | TBD                    |
| Àsia    | 1                       | TBA                               | 0                       | TBD                 | TBD                   | 0/1²              | TBD                    |
| Europa  | 7                       | TBA                               | 1/2¹                    | TBD                 | TBD                   | 0/1¹              | TBD                    |
| Oceania | 2                       | TBA                               | 2/3¹                    | TBD                 | TBD                   | 0/1/2¹²           | TBD                    |
| TOTAL   | 12                      | TBA                               | 7                       |                     |                       | 4                 | (1 Plaça per a la RWC) |

¹ Playoff d'Europa/Oceania: Europa podria obtenir una segona plaça, mentre que Oceania podria obtenir una tercera plaça, ja que el segon classificat en el torneig europeu jugarà una eliminatòria a doble volta contra el tercer classificat del Torneig de les Tres Nacions del Pacífic, per aconseguir la classificació per a la Copa del Món de Rugbi de 2019. El perdedor d'aquesta ronda, donaria a Europa o a Oceania una plaça a la repesca per obtenir l'última plaça disponible per al torneig de 2019 (o una segona plaça - veure nota 2).
² Playoff d'Àsia/Oceania: El millor classificat en el torneig asiàtic, excepte Japó, jugarà una eliminatòria a doble volta contra el guanyador de la Copa d'Oceania, per obtenir una plaça en la repesca final.